# József Vurum

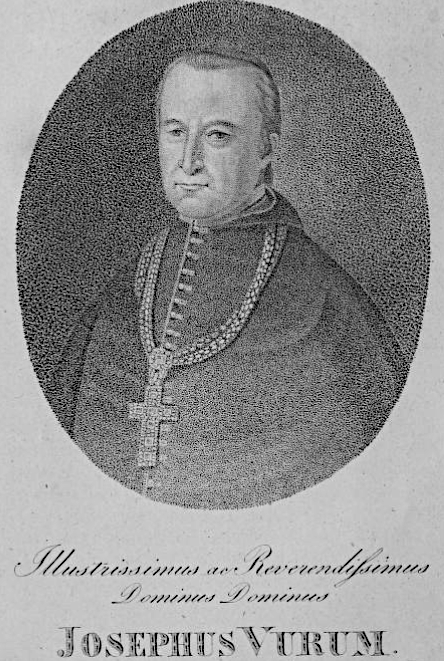

József Vurum, auch Józef Vurum, (* 27. November 1763 in Nagyszombat, Königreich Ungarn; † 2. Mai 1838) war ein ungarisch-slowakischer Geistlicher.
Vurum besuchte das Priesterseminar in Nyitra. 
Vurum wurde am 17. August 1788 zum Diakon und am Tag darauf zum Priester geweiht.  
1791 wird er Professor für Theologie in Nyitra. 1805 wird er Kanoniker in Eger. 
Am 7. Juni 1816 wurde er zum Bischof von Székesfehérvár erwählt und am 23. September 1816 vom Papst bestätigt. István Fischer de Nagy, Bischof von Eger, weihte ihn am 10. November 1816 in Buda zum Bischof. Mitkonsekratoren waren László Kámánházy, Bischof von Vác, und Karol Perényl, Weihbischof in Esztergom.
Am 21. Dezember 1821 wurde er zum Bischof von Oradea Mare, im heutigen Rumänien, erwählt und am 19. April 1822 vom Papst bestätigt. 
Am 25. Mai 1827 wurde er zum Bischof von Nitra, heute Slowakei, erwählt und am 17. September 1827 vom Papst bestätigt.

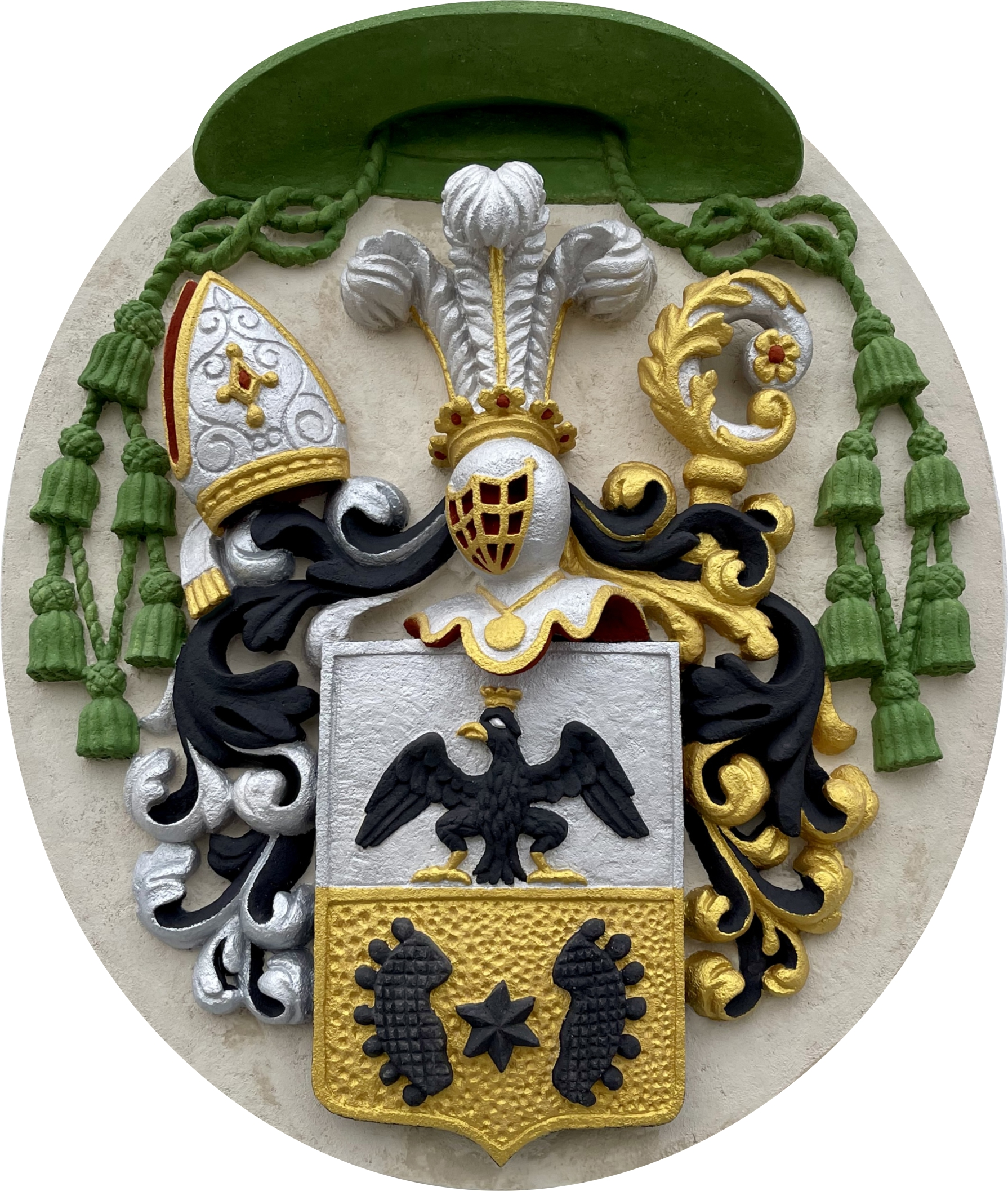
Bischofswappen von József Vurum

1833 gründete er ein Waisenhaus in Nitra und hinterließ diesem in seinem Testament. 250.000 Forint. Er hat auch einige geistliche Werke verfasst.

## Orden und Ehrenzeichen
- Königlich ungarische Sankt-Stephans-Orden, Kommandeur, 1836.[3]